# Niels Henriksen
Niels Henriksen (ur. 4 lutego 1966 w Gentofte) – duński wioślarz. Złoty medalista olimpijski z Atlanty.
Zawody w 1996 były jego jedynymi igrzyskami olimpijskimi. Wspólnie z kolegami triumfował w czwórce wagi lekkiej. Był medalistą mistrzostw świata, m.in. w czwórce wagi lekkiej: w 1994 sięgnął po złoto, w 1995 po srebro tej imprezy.